# Eduard Hosp
Eduard Hosp (* 22. Juli 1886 in Satteins; † 12. April 1979 in Graz) war ein österreichischer Redemptorist und Kirchenhistoriker.

## Leben und Werk

### Herkunft und theologische Ausbildung
Hosp wurde als ältestes von 16 Kindern in Satteins bei Feldkirch geboren und wuchs dort auf. Mit 13 Jahren verlor er seine Mutter. Seine Stiefmutter, Franziska Häusle, war die Großnichte des Theologen  Johann Michael Häusle. Er besuchte das Gymnasium in Brixen. Noch vor dem Abschluss trat er 1904 in das Redemptoristenkloster Eggenburg ein und legte am 24. Oktober 1905 die Ewige Profess ab. Er beendete die Gymnasialzeit in Leoben und studierte von 1907 bis 1912 an der Theologischen Hochschule der Redemptoristen in Mautern in Steiermark. Am 31. Juli 1911 wurde er dort zum Priester geweiht.

### Historiker, Journalist und Pädagoge bis 1938
Hosp studierte Geschichte und Kunstgeschichte an der Universität Innsbruck und lehrte Kirchengeschichte in Mautern und Gurk. 1921–1922 studierte er noch Christliche Archäologie an der Gregoriana in Rom. 1929 wurde er zum Redakteur der neu gegründeten Monatsschrift St.-Klemens-Blätter. Monatsschrift der Volksmissionäre vom Heiligsten Erlöser (heute: „Klemensblätter“. Zeitschrift der österreichischen Redemptoristen) bestellt. 1930 wurde er aus Gesundheitsgründen an das Redemptoristenkolleg Katzelsdorf bei Wiener Neustadt versetzt, wo er als Studienpräfekt und Novizenmeister wirkte.

### Seelsorger, Hochschulleiter und Wissenschaftler
Als Hosp ab 1938 nach und nach alle seine Funktionen verlor, weil das Kolleg aufgehoben, die Monatsschrift eingestellt und auch die letzten Seminaristen eingezogen waren, wandte er sich der Seelsorge zu, zuerst in Wien, von März bis Dezember 1945 in Schwarzenberg im Bregenzerwald. In der Nachkriegszeit wechselte er zwischen Katzelsdorf (1946–1947), Mautern (1947–1951), Katzelsdorf (Rektor bis 1959) und wieder Mautern. 1966 ließ er sich zum besseren wissenschaftlichen Arbeiten in Innsbruck nieder, wo er 1968 von der Universität ausgezeichnet wurde, nachdem er schon 1960 Mitglied der Wiener Katholischen Akademie geworden war.

### Die letzten Jahre. Der Ehrenbürger
In hohem Alter wirkte er noch als Seelsorger der Redemptoristinnen in Lauterach und im Kloster Rosental in Heiligenkreuz am Waasen (südöstlich Graz). Nach seinem Tod im Alter von 92 Jahren wurde er auf dem Innsbrucker Westfriedhof in der Redemptoristengruft beigesetzt. Hosp war seit 1975 Ehrenbürger von Satteins.

## Werke
- Die Kongregation des Allerheiligsten Erlösers (Redemptoristen). Ihr Werden und Wollen. Graz 1924.
- Im ewigen Rom. Zeit- und Stimmungsbilder. Innsbruck 1924.
- Der Juvenist beim Christkind. Für den 25. jeden Monats. Wien 1926.
- Die Heiligen im Canon Missae. Graz 1926.
- Zur Jahrhundertfeier des Redemptoristen-Kollegs, Innsbruck. Innsbruck 1928.
- Geschichte der Redemptoristen in Steiermark. Zum Jahrhundertjubiläum des Redemptoristenkollegs in Leoben. Atzgersdorf bei Wien 1934.
- Geschichte der Redemptoristen-Regel in Österreich (1819 - 1848). Dokumente mit rechtsgeschichtlicher Einführung. Wien 1939.
- Der heilige Klemens Maria Hofbauer (1751–1820). Wien 1951.
- Sebastian Franz Job, ein Karitasapostel des Klemens-Hofbauer-Kreises (1767–1834). Mitstifter der armen Schulschwestern von unserer Lieben Frau, Mitstifter des Knabensminars Carolinum in Graz. Mödling 1952.
- Kirche im Sturmjahr. Erinnerungen an Johann Michael Häusle. Wien 1953.
- Erbe des hl. Klemens Maria Hofbauer. Erlösermissionäre (Redemptoristen) in Österreich 1820–1951. Prokuratur 1953.
- Bischof Gregorius Thomas Ziegler. Ein Vorkämpfer gegen den Josephinismus. Linz 1956.
- Weltweite Erlösung. Erlösermissionäre, Redemptoristen 1732–1962. Innsbruck 1961.
- Zwischen Aufklärung und katholischer Reform. Jakob Frint, Bischof von St. Pölten, Gründer des Frintaneums in Wien. Wien 1962.
- Kirche Österreichs im Vormärz. 1815–1850. Wien 1971.
- Die theologischen Lehrbücher der josephinischen Zeit in Österreich. Wien 1976.
- Zeugnisse aus bedrängter Zeit. Der heilige Klemens Maria Hofbauer in Briefen und weiteren Schriften. 2 Bde. Wien 1982.